# Gemini V
Gemini V foi o terceiro voo tripulado do Projeto Gemini, realizado em agosto de 1965, onde pela primeira vez foram usadas células combustíveis como energia para as naves Gemini, antes movidas à bateria. A missão também foi a primeira da história a registrar um eclipse lunar.

## Tripulação

### Principal
| Posição           | Astronauta                |
| ----------------- | ------------------------- |
| Piloto Comandante | L. Gordon Cooper Jr.      |
| Piloto            | Charles "Pete" Conrad Jr. |

### Reserva
| Posição           | Astronauta        |
| ----------------- | ----------------- |
| Piloto Comandante | Neil A. Armstrong |
| Piloto            | Elliot M. See Jr. |

## Missão
A Gemini V dobrou o tempo no espaço da missão anterior, durando oito dias, o tempo considerado necessário pelos técnicos e cientistas da NASA para uma viagem de ida e volta à Lua. Isto foi possível devido a novas células combustíveis, que geravam eletricidade suficiente na nave para voos mais demorados, uma invenção fundamental para as futuras missões Apollo. Foi a primeira missão Gemini a usar este tipo de força, pois as anteriores eram movidas por baterias.
Gordon Cooper e 'Pete' Conrad deveriam realizar os primeiros testes de encontro espacial com um dispositivo lançado no espaço por ela mesmo em órbita, missão abortada no vôo anterior pelas dificuldades encontradas em realizar este encontro com um estágio do foguete lançador da Gemini IV. Entretanto, também não pôde ser concretizado, com a nave fazendo um 'encontro fantasma' o espaço, colocando-se num determinado ponto em órbita sozinha.
As células combustíveis porém, não funcionaram a contento por toda a expedição, sendo necessário que algumas das experiências programadas fossem canceladas, mas mesmo assim a tripulação conseguiu tirar centenas de fotografias de alta definição da Terra para o Departamento de Defesa. Os problemas de energia também fizeram com que os astronautas nada tivessem a fazer a bordo além de orbitar a Terra em parte da missão, o que fez Conrad lamentar não ter levado um livro ao espaço. Os testes médicos realizados a bordo, entretanto, continuaram a mostrar a capacidade física de se fazer uma viagem à Lua.
Com esta missão, o astronauta Gordon Cooper, um veterano do Projeto Mercury, do qual fez o último vôo, tornou-se o primeiro humano a ir pela segunda vez à orbita terrestre.
A missão também ficou conhecida por registrar o primeiro eclipse lunar da história e o primeiro eclipse de qualquer tipo, sendo lunar ou solar. Também foi nessa missão onde foi tirada a primeira foto desse evento no espaço sideral, por uma câmera colorida de "Pete" Conrad. Como a nave passava pelo lado escuro da Terra que estava de noite, Conrad pegou um rolo colorido e começou a tirar fotos do eclipse, e apesar de a janela ser pequena o zoom da câmera capturou a imagem em alta qualidade.